# ام‌آی۶
سرویس اطلاعات مخفی (انگلیسی: Secret Intelligence Service) که با نام ام‌آی۶ (انگلیسی: Military Intelligence, Section 6؛ ستاد اطلاعات نظامی، بخش ششم) شناخته می‌شود سرویس اطلاعات اصلی بریتانیا است که عمده وظایف آن جمع‌آوری و تجزیه و تحلیل اطلاعات مخفی گسترده از سرتاسر جهان، علی‌الخصوص کشورهای دشمن برای حمایت از امنیت ملی بریتانیا است. ام‌آی۶ یکی از سازمان‌های اطلاعاتی اصلی بریتانیا است و رئیس این سرویس اطلاعاتی مستقیماً به وزیر امور خارجه بریتانیا پاسخگو است.

## تاریخچه
این بخش که در سال ۱۹۰۹ به عنوان بخش خارجی اداره خدمات مخفی بریتانیا تشکیل شد، در طول جنگ جهانی اول به‌طور رسمی نام فعلی خود را در حدود سال ۱۹۲۰ انتخاب کرد. نام "MI6" (به معنای اطلاعات نظامی، بخش ششم) به عنوان یک برچسب مناسب در طول دوران جنگ جهانی دوم، زمانی که SIS با نام‌های زیادی شناخته می‌شد اوج گرفت. امروزه نیز معمولاً مورد استفاده قرار می‌گیرد. وجود SIS تا سال ۱۹۹۴ به‌طور رسمی تأیید نشد. در آن سال قانون خدمات اَطلاعاتی ۱۹۹۴ موسوم به (ISA) به پارلمان انگلستان معرفی شد تا برای اولین بار سازمان را در یک پایه و چارچوب قانونی قرار دهد. مبنای قانونی نیز روز به روز بسیار بیشتر از قبل فعالیت‌های خود را فراهم می‌کرد. امروزه SIS تحت نظارت عمومی دادگاه اختیارات تحقیق و کمیته اطلاعات و پارلمان امنیت است.

## در طول جنگ جهانی دوم
سرویس اطلاعات مخفی بریتانیا در جریان جنگ جهانی دوم، یک مدرسه اطلاعاتی در تهران تأسیس کرده بود.

## در طول جنگ سرد
فعالیت‌های سرویس اطلاعات مخفی بریتانیا شامل طیف وسیعی از اقدامات سیاسی پنهان از جمله همکاری با آژانس اطلاعات مرکزی آمریکا در سرنگونی دولت قانونی محمد مصدق در ایران می‌شود.